# ロバート・ピアリー
ロバート・エドウィン・ピアリー（Robert Edwin Peary, 1856年5月6日 - 1920年2月20日）は、アメリカの探検家。ペンシルベニア州クレソン出身。
西洋人として最初に北極点に到達したとされているが、探検の後援者には当時のナショナルジオグラフィック社などの実力者が多く、当時のマスコミを押さえての喧伝といわれる。

## 経歴
- 1891年から1897年にかけて、4度にわたるグリーンランド探検を行う。その間、現地のイヌイット女性との間に2児をもうけた。1898年には、このグリーンランド探検の功績に対して、王立地理学会から金メダル（パトロンズ・メダル）を贈られた[1]。
- 1898年に初めて北極点到達に挑戦するが失敗し、凍傷で足指8本を失う。
- 1906年に4度目の挑戦で北極点まで280kmの地点まで到達。
- 1909年4月6日、ピアリーら6名が北極点に到達。

## 疑問点
1909年の探検から帰還後、元の仲間であるフレデリック・クックが「自分は、1908年4月21日に既に北極点に到達していた」と主張した。調査委員会が設けられたが、結局クックの訴えは退けられ、詐欺罪で収監となり、ピアリーが最初の北極点到達者と認定された。現在では、ピアリーが証人を買収したことがわかっているが、実際にクックは北極点の数百km手前までしか到達していなかったようである。
また、後の詳しい測量により、ピアリーらが北極点だとしていた点は正確には北緯89度57分（北極点から約6kmの地点）であったことが分かっている。また、ナビゲーションの技術を持つ者がいなかったにもかかわらず、旅程が不自然に順調であることなどから、到達そのものを疑問視する説もある。
もし初の北極点到達がピアリーでない場合、1926年のリチャード・バードによる北極点往復飛行か同年のアムンセン、ノビレ、エルズワースによる飛行船ノルゲ号での北極海横断飛行が最初の北極点「到達」となる。

## その他
鉄の精錬技術を持たないグリーンランドのイヌイットが鉄を利用している謎が、ピアリーの調査で判明した。イヌイット族は1万年前に落下したと推測される、56トンもの巨大な隕鉄を利用していたのである。ピアリーはこの一部をアメリカへ持ち帰り、博物館に4万ドル (5万ドルとも) で売却した。